# Kremlin Cup 2013
La Kremlin Cup 2013, anche conosciuto come Kremlin Cup by Bank of Moscow per motivi di sponsorizzazione, è stato un torneo di tennis che si è giocato sul cemento indoor. È stata la 24ª edizione del torneo maschile che fa parte della categoria ATP World Tour 250 series nell'ambito dell'ATP World Tour 2013 e la 18ª del torneo femminile che fa parte della categoria Premier nell'ambito del WTA Tour 2013. Il torneo si è giocato allo Stadio Olimpico di Mosca, in Russia, dal 12 al 20 ottobre 2013.

## Partecipanti ATP

### Teste di serie
| Nazionalità | Giocatore            | Ranking* | Testa di serie |
| ----------- | -------------------- | -------- | -------------- |
| Francia     | Richard Gasquet      | 10       | 1              |
| Italia      | Andreas Seppi        | 22       | 2              |
| Serbia      | Janko Tipsarević     | 24       | 3              |
| Ucraina     | Aleksandr Dolhopolov | 34       | 4              |
| Uzbekistan  | Denis Istomin        | 47       | 5              |
| Argentina   | Horacio Zeballos     | 48       | 6              |
| Portogallo  | João Sousa           | 49       | 7              |
| Francia     | Adrian Mannarino     | 59       | 8              |

* Ranking al 7 ottobre 2013.

### Altri partecipanti
I seguenti giocatori hanno ricevuto una wildcard per il tabellone principale:
- Tejmuraz Gabašvili
- Karen Chačanov
- Andrej Kuznecov

I seguenti giocatori sono passati dalle qualificazioni:

- Michail Kukuškin
- Oleksandr Nedovjesov
- Andrej Golubev
- Aslan Karacev

## Partecipanti WTA

### Teste di serie
| Nazionalità | Giocatrice           | Ranking* | Testa di serie |
| ----------- | -------------------- | -------- | -------------- |
| Germania    | Angelique Kerber     | 10       | 1              |
| Italia      | Roberta Vinci        | 11       | 2              |
| Russia      | Marija Kirilenko     | 15       | 3              |
| Serbia      | Ana Ivanović         | 16       | 4              |
| Romania     | Simona Halep         | 17       | 5              |
| Spagna      | Carla Suárez Navarro | 18       | 6              |
| Australia   | Samantha Stosur      | 20       | 7              |
| Russia      | Svetlana Kuznecova   | 22       | 8              |
| Slovacchia  | Dominika Cibulková   | 23       | 9              |

* Ranking al 7 ottobre 2013.

### Altre partecipanti
Le seguenti giocatrici hanno ricevuto una wildcard per il tabellone principale:
- Alisa Klejbanova
- Ksenija Pervak

Le seguenti giocatrici sono passate dalle qualificazioni:

- Sofia Arvidsson (secondo turno)
- Arantxa Parra Santonja (primo turno)
- Vesna Dolonc (secondo turno)
- Danka Kovinić (primo turno)

## Campioni

### Singolare maschile
Richard Gasquet ha sconfitto in finale  Michail Kukuškin per 4-6, 6-4, 6-4.
- È il decimo titolo in carriera e il terzo dell'anno per Gasquet.

### Singolare femminile
Simona Halep ha sconfitto in finale  Samantha Stosur per 7-6(1), 6-2.
- È il quinto titolo in carriera e in stagione per la Halep.

### Doppio maschile
Michail Elgin /  Denis Istomin hanno sconfitto in finale  Ken Skupski /  Neal Skupski per 6-2, 1-6, [14-12].

### Doppio femminile
Svetlana Kuznecova /  Samantha Stosur hanno sconfitto in finale  Alla Kudrjavceva /  Anastasija Rodionova per 6-1, 1-6, [10-8].